# Josef Vošalík
Josef Vošalík (11. července 1880 Královské Vinohrady – 30. července 1969 Praha) byl český herec.

## Studium, divadlo
Studoval na gymnáziu v Praze, odkud odešel a v letech 1897–1910 hrál v kočovných divadelních společnostech.
V letech 1910–1918 působil jako herec a režisér ve smíchovské Aréně.
V letech 1918 až 1959 byl hercem Divadla na Vinohradech.

## Další činnost
V letech 1917 až 1969 účinkoval v menších rolích ve více než 40 filmech. Z němých filmů stojí za zmínku Pražští adamité (1917), kde hrál dvojroli pana Šťovíčka a plavčíka Vodopicha, byl to vůbec první film, kde vystupoval herec ve dvojroli. Hlavní roli obchodníka Kulajdu, hrál ve filmu Zloděj (1919), ve filmu Jedenácté přikázání (1925) hrál výraznou postavu velitele ostrostřelců Bartoloměje Pecku. Ze zvukových filmů 30. let, stojí za připomenutí Revizor (1933) s Vlastou Burianem v hl. roli, kde hrál statkáře Bobčinského, krejčího si zahrál v dalším filmu s Vlastou Burianem, Hrdinný kapitán Korkorán (1934). Laskavého žebráka Vojtíška si zahrál ve filmu Vzhůru nohama (1938), výraznou postavu fotbalového fanouška Škaldu si zahrál ve filmu Veselý souboj (1950), poslední film, který natočil, se jmenoval Směšný pán (1969), kde hrál stařečka Rudolfa, bohužel premiéry filmu se již nedočkal. Spolupracoval také s rozhlasem a později i s televizí.

## Soukromý život
Byl dvakrát ženatý, první manželství uzavřené 14. října 1913 na Smíchově, skončilo po pár týdnech smrtí jeho manželky Marie Kummerové (1879–1913), druhé manželství, uzavřené v roce 1917 s Jaroslavou Hruškovou (1897–1958), vydrželo přes 40 let, než opět ovdověl. Z druhého manželství, měl dvě děti, dceru Marii (1916), a syna Otto (1920–1968). Konec života, Josefa Vošalíka, nebyl zrovna veselý: v roce 1968, mu ve věku 48 let zemřel syn, a jeho dcera v tom samém roce emigrovala do Ameriky.

## Ocenění
- 1957 titul zasloužilý umělec

## Citát
| „                  | Josef Vošahlík, Pepíček Vošahlík, byl číslo samo pro sebe. Bývalý slavný herec smíchovské Arény přešel na Vinohrady jako činoherec a výborně obstarával ty tak nezbytné figurky...Normálně byl Pepíček milý a velice dobrý charakter. A herec potřebný tak, že do penze šel stár již dost přes osmdesát let. Zemřel, když mu bylo osmdesát sedm. | “ |
| — Vladimír Hlavatý | |   |

## Divadelní role, výběr
- 1920 Jan Bartoš: Krkavci, Kalvach, Divadlo na Vinohradech, režie K. H. Hilar
- 1921 Alois Jirásek: Emigrant, kostelník, Divadlo na Vinohradech, režie Jaroslav Kvapil
- 1924 Maxim Gorkij: Revisor, Bobčinskij, Divadlo na Vinohradech, režie G. V. Serov j. h.
- 1924 F. A. Šubert: Žně, zedník, Divadlo na Vinohradech, režie František Hlavatý
- 1927 Viktor Dyk: Zmoudření Dona Quijota, druhý hlasatel, Divadlo na Vinohradech, režie Jan Bor
- 1927 K. M. Čapek-Chod: Básníkova nevěsta, kostelník, Divadlo na Vinohradech, režie Bohuš Stejskal
- 1937 J. K. Tyl: Fidlovačka, Divadlo na Vinohradech, režie František Salzer
- 1940 Thornton Wilder: Naše městečko, mlékař, Divadlo na Vinohradech, režie František Salzer
- 1942 Josef Štolba: Maloměstští diplomati, stařík, Divadlo na Vinohradech, režie Antonín Kandert

## Filmografie, výběr
- 1917 Pražští Adamité, dvojrole – pan Šťovíček a Véna Vodopich, režie Antonín Fencl
- 1925 Jedenácté přikázání, ostrostřelec Bartoloměj Pecka, režie Václav Kubásek
- 1926 Román hloupého Honzy, sklářský dělník, režie František Hlavatý
- 1933 Revizor, statkář Bobčinskij, režie Martin Frič
- 1934 Hrdinný kapitán Korkorán, krejčí, režie Miroslav Cikán
- 1940 Babička, pan správce, režie František Čáp
- 1945 Řeka čaruje, role: ?, režie Václav Krška
- 1958 Tři přání, Hurdálek, režie Ján Kadár, Elmar Klos
- 1965 Bílá paní, převozník Rejsek, režie Zdeněk Podskalský
- 1969 Směšný pán, stařeček Rudolf, režie Karel Kachyňa